# Tangora
Tangora est une localité située dans le département de Banfora de la province de la Comoé dans la région des Cascades au Burkina Faso en Afrique de l'ouest.

## Santé et éducation
Le village possède une école primaire publique. 